# Niklas Kvarforth
Niklas Kvarforth (ur. 7 grudnia 1983 w Halmstad) – szwedzki muzyk, kompozytor, wokalista, autor tekstów i multiinstrumentalista, a także producent muzyczny. Niklas Kvarforth znany jest przede wszystkim z wieloletnich występów w grupie muzycznej Shining, którą założył mając 12 lat. Od 2005 roku współpracuje z formacją Svena Erika "Maniaka" Kristiansena - Skitliv oraz industrial blackmetalowym zespołem Diabolicum.
W 2009 roku objął funkcję wokalisty w tureckim zespole The Sarcophagus. Muzyk był także członkiem takich zespołów jak: Funeral Dirge, Hjarnidaudi, Livsnekad, Manes, Bethlehem oraz Den Saakaldte. Wystąpił ponadto m.in. na płytach takich grup jak: 11 as in Adversaries, Gravdal, In Lingua Mortua, Kistvaen czy The Vision Bleak.
Od 2009 roku Kvarforth prowadzi wytwórnię muzyczną Katastrophy Records. Dystrybucja wydawnictw firmy została powierzona włoskiej Avantgarde Music, która współpracowała z Shining w początkowym okresie działalności. Poprzednio prowadził wytwórnię muzyczną Selbstmord Services, która wydała płyty takich zespołów jak: Joyless, Forgotten Tomb, Craft, Krohm, Leviathan, Ondskapt, Bloodline czy Zavorash.

## Filmografia
- Black Metal Satanica (2008, film dokumentalny, reżyseria: Mats Lundberg)[20]